# Musical Award
Musical Award (можно перевести как «Премия в области мюзикла») — ежегодная национальная премия Нидерландов, вручающаяся за достижения в области музыкального театра.
В последние годы (2015—2017) церемония награждения (нидерл. Musical Awards Gala} проводится в январе.

## История
Musical Award была создана театральным продюсером Йопом ван ден Энде. Первая церемония награждения состоялась 18 апреля 2000 года. Лауреатам вручается бронзовая статуэтка, созданная по проекту скульптора Пепе Грегуара. В первые годы также вручался денежный приз в размере 2500 евро. До 2012 года премия носила имя Джона Краижкампа (нидерл. John Kraaijkamp Musical Award).

## Категории
По состоянию на 2016 год Musical Award вручается в семнадцати категориях:
- Лучшая женская роль в мюзикле большой формы
- Лучшая мужская роль в мюзикле большой формы
- Лучшая женская роль в мюзикле малой формы
- Лучшая мужская роль в мюзикле малой формы
- Лучшая женская роль второго плана в мюзикле большой формы
- Лучшая мужская роль второго плана в мюзикле большой формы
- Лучшая женская роль второго плана в мюзикле малой формы
- Лучшая мужская роль второго плана в мюзикле малой формы
- Новый талант
- Лучший сценарий / текст / перевод
- Лучшая музыка / аранжировки (оркестровки)
- Лучшая режиссура / хореография
- Лучший дизайн сцены
- Лучший мюзикл малой формы
- Лучший мюзикл большой формы
- Приз зрительских симпатий за лучший мюзикл
- Премия Овре